# Frattura del pene
La frattura del pene o peniena, anche denominata sindrome del chiodo rotto, è un raro trauma del pene che consiste nell'improvvisa e dolorosa rottura della tonaca albuginea dei corpi cavernosi, dovuta a un colpo violento verificatosi durante l'erezione. Traumi simili, se avvenuti a pene flaccido ad esempio durante l'attività sportiva o per l'utilizzo di armi da fuoco, non vengono invece definiti fratture, ma semplici traumi penieni.
Il paziente avverte classicamente un dolore improvviso, seguito da un'immediata detumescenza. La diagnosi di tale condizione è clinica, ma si può avvalere di tecniche di imaging quali l'ecografia e la risonanza magnetica. Il trattamento d'elezione è l'intervento chirurgico, che si è dimostrato migliore in termini prognostici rispetto alla terapia conservativa.

## Epidemiologia
L'incidenza della frattura del pene è stimata in un caso ogni 175 000 abitanti negli Stati Uniti d'America. Nella letteratura scientifica, tra il gennaio 1935 e il luglio 2001, sono riportati tra i 1 300 e i 1 600 casi circa, di età compresa tra i 12 e gli 82 anni; si ritiene tuttavia che la prevalenza sia sottostimata. La maggiore incidenza si verifica tra i 30 e i 40 anni e si stima che sia in aumento anche a causa dell'uso di sostanze dopanti.
La frattura peniena si verifica soprattutto durante l'attività sessuale e la masturbazione, indipendentemente dalla posizione adottata. Può avvenire per una brusca fuoriuscita del pene dalla vagina e il successivo urto con le zone adiacenti, come la sinfisi pubica o la regione perineale, oppure per un eccesso relativo alle spinte coitali. In particolare il 43% delle fratture si presenta durante il coito, il 24% dalla piegatura manuale del pene, il 21% è causato dal girarsi nel letto con il pene in erezione durante il sonno e il 6% avviene durante la masturbazione.
In Medio Oriente, la causa principale (70%) è rappresentata della pratica del "taghaandan", ovvero la ricerca della rapida detumescenza del pene tramite l'auto-infliggimento di colpi o piegature. Il primo caso documentato risale al 1925, anche se già mille anni or sono il medico Abu al-Qasim al-Zahrawi, a Cordova, ne aveva scritto, e più della metà dei casi ha luogo nel mondo arabo. Casi particolari descritti in letteratura riportano come cause, in uomini con il pene in erezione, il morso di un asino, il capitombolo da una montagna e la caduta di un mattone, ma anche l'utilizzo di pantaloni eccessivamente stretti o la masturbazione con uno shaker da cocktail.

## Eziopatogenesi
Durante l'erezione la tonaca albuginea si trova a essere molto assottigliata dalla pressione intracavernosa (dai 2 mm durante la fase flaccida, ai 0,25-0,50 mm). Un evento traumatico, specialmente trasversale, può superare la resistenza alla trazione della tonaca e strapparla, causando una fuoriuscita di sangue dai corpi cavernosi ai tessuti circostanti. La frattura può avvenire in qualsiasi punto del pene, ma solitamente si verifica alla sua base e coinvolge solitamente un solo corpo cavernoso. La pressione minima che si stima possa portare alla frattura è quantificata in 1 500 torr. La lesione è solitamente trasversale, localizzata nella maggior parte dei casi a livello della fisiologica curvatura peniena dove la tunica è fisiologicamente più debole, ma sono stati anche descritti casi di rotture oblique o irregolari; solo nel 30% dei casi è distale.

### Complicanze
Nel 10-20% dei casi è presente una contemporanea rottura dell'uretra, comune nei Paesi europei e rara in quelli arabi e in Giappone probabilmente a causa di una differenza tra i fattori eziologici, mentre nel 2-10% dei casi è presente una rottura bilaterale dei corpi cavernosi. Molto raramente invece vi è la rottura completa del corpo spongioso e dei corpi cavernosi. In concomitanza può essere presente anche una rottura del legamento sospensorio del pene.

### Anatomia patologica
L'esame anatomopatologico rivela spesso, nei soggetti fratturati, aree di sclerosi e infiltrati cellulari localizzati alla tonaca albuginea, che si ritiene possano essere fattori causali del traumatismo. Si ritiene, inoltre, che tra i fattori eziologici possano essere compresi precedenti traumi minori, che possono causare microlesioni a livello del tessuto sano, e la presenza di un'uretrite cronica. La lunghezza della rottura è, nel 60% dei casi, compresa tra 1 e 2 cm ed è raramente superiore (4% in una serie di 107 pazienti).

## Clinica

### Segni e sintomi
Durante la rottura il paziente avverte un dolore improvviso e un suono simile a un ramo spezzato, spesso udito anche dal partner, con conseguente e immediata detumescenza del pene ed eventuale comparsa di una sua curvatura. Successivamente si manifesta la presenza di ematomi o ecchimosi, le cui dimensioni variano in base al trauma subito. In caso di rottura concomitante della fascia di Buck l'ematoma può espandersi allo scroto e al perineo. Anche in caso di rottura di uretra, raramente si osserva fuoriuscita di sangue vivo (uretrorragia), mentre possono essere presenti ematuria e difficoltà minzionali, quali stranguria, disuria o impossibilità a urinare.

### Esami di laboratorio e strumentali
Il quadro clinico e l'anamnesi sono generalmente sufficienti per porre una diagnosi, tuttavia esami sono necessari per valutare la compromissione delle strutture anatomiche, soprattutto dell'uretra, per impostare un trattamento corretto. Nel caso sia presente ematuria è utilizzabile l'uretrografia al fine di valutarne le condizioni, mentre l'esame è evitabile qualora non vi siano elementi di sospetto per un'eventuale lesione.
L'esame d'elezione è stato la cavernosografia, una radiografia con mezzo di contrasto iniettato nei corpi cavernosi; la fuoriuscita del mezzo radioopaco è utilizzata per segnalare la localizzazione precisa della lesione. La tecnica, tuttavia, presenta un alto numero di falsi negativi ed è ritenuta potenzialmente dannosa per il tessuto penieno, con rischio di fibrosi, infezioni e reazioni allergiche.
L'ecografia è un esame con finalità preparative alla terapia chirurgica, soprattutto nell'emergenza, in quanto di facile esecuzione, non invasiva e meno costosa. L'esecuzione di un'ecocolor Doppler permette una valutazione dei vasi sanguigni e uno studio della circolazione al loro interno.
La risonanza magnetica permette una migliore valutazione anatomica e non è invasiva; si tratta tuttavia di una tecnologia costosa e non comune, da riservare ai casi più dubbi. Riveste un ruolo importante nella presentazione atipica, ovvero quella che non si presenta classicamente durante il rapporto sessuale con detumescenza immediata, edema, ematoma e deviazione peniena.

### Diagnosi differenziale
Deve essere distinta dalla rottura delle vene dorsale profonda e dorsale superficiale del pene o dell'arteria corrispondente, osservabile dopo traumi avvenuti durante l'attività sessuale in particolar modo in soggetti circoncisi. In questo caso non avviene detumescenza immediata del pene, che rappresenta il segno patognomonico della frattura. Tuttavia, essendo clinicamente le due entità simili, è utile eseguire esami di accertamento per escludere la frattura peniena. La induratio penis plastica entra in diagnosi differenziale in caso di presentazione ritardata della frattura peniena.

## Trattamento
Il trattamento, una volta di orientamento conservativo, è considerato prettamente chirurgico, essendosi dimostrato offerente di risultati migliori. L'intervento consiste nell'esposizione del tessuto danneggiato, con incisione in loco o, più ampiamente, dell'intera circonferenza balano-prepuziale. L'accesso chirurgico può essere longitudinale o coronale e, sebbene non vi siano differenze significative, il secondo è quello più utilizzato. Successivamente vi è il drenaggio dell'ematoma, l'avvicinamento dei lembi strappati della tonaca albuginea e la loro sutura. Nel caso di concomitante rottura uretrale, questa viene suturata sulla struttura di un catetere di silicone. In tal caso, per lo svuotamento della vescica, è utile l'esecuzione di una cistostomia sovrapubica. Il trattamento conservativo consiste nell'uso di farmaci antinfiammatori e fibrinolitici, mentre alcuni autori suggeriscono l'uso di antibiotici; tale trattamento può portare al riassorbimento dell'ematoma e a esiti cicatriziali con un tasso di complicanze del 40% rispetto all'11% che si verifica nel trattamento chirurgico. Uno studio, condotto su ratti da laboratorio, ha dimostrato l'efficacia della colla di fibrina nel trattamento della frattura peniena; ciononostante tale terapia non è ancora stata sperimentata sull'uomo.

### Prognosi
Più precoce è il trattamento chirurgico, migliori sono i risultati in termini di giorni di ospedalizzazione, di morbilità e di grado di curvatura. Tuttavia molti pazienti non si rivolgono per vergogna a medici o strutture ospedaliere e, quando lo fanno, spesso sono reticenti e non permettono lo svolgersi di una corretta anamnesi.

### Postumi e follow-up
Il paziente dopo l'intervento deve astenersi dai rapporti sessuali per almeno sei settimane ed essere rivalutato a tre mesi. Come conseguenze della frattura di pene possono insorgere disfunzione erettile, dolore durante l'erezione e i rapporti sessuali e la presenza di una curvatura, di una tumefazione o di un diverticolo pulsante del pene; questo traumatismo può esitare anche nella induratio penis plastica o essere, sebbene più raramente, causa di aneurismi penieni, priapismo, fistole e necrosi cutanea. Durante la convalescenza possono essere utilizzati farmaci come le benzodiazepine o gli antiandrogeni, quali il dietilstilbestrolo, per evitare l'erezione. Dal punto di vista psicosociale i pazienti non sembrano dimostrare una maggior incidenza di stati d'ansia, depressione, eiaculazione precoce o insoddisfazione sessuale.